# Johannelunds teologiska högskola
Johannelunds teologiska högskola är en fristående högskola i Uppsala, ursprungligen med EFS som huvudman men sedan 2022 en egen organisation i form av aktiebolag med särskild vinstutdelningsbegränsning. Johannelund har rätt att utfärda följande examina i det svenska högskolesystemet: högskoleexamen i teologi (120 hp), kandidatexamen i teologi (180 hp), magisterexamen i teologi (30 hp) och masterexamen i teologi (60 hp). Johannelunds "integrerat prästprogram" uppfyller de akademiska kraven för att bli präst inom EFS och Svenska kyrkan. Utbildningen kan även ingå i förberedelser för blivande pastorer inom andra samfund. Förutom de traditionella teologiprogrammen finns även program i själavård. Tillsammans med Hagabergs och Solviks folkhögskolor drivs en bibelskola på campus.
Våren 2024 läser drygt 150 studenter på Johannelunds teologiska högskola, varav 40 % läser utbildningen på halvdistans med regelbundna dagar på campus i Uppsala. Dessutom läser ca 60 studenter Johannelunds uppdragsutbildningar.
Rektor för högskolan är sedan 2018 docent i Nya testamentet James Starr rektor.

## Historia

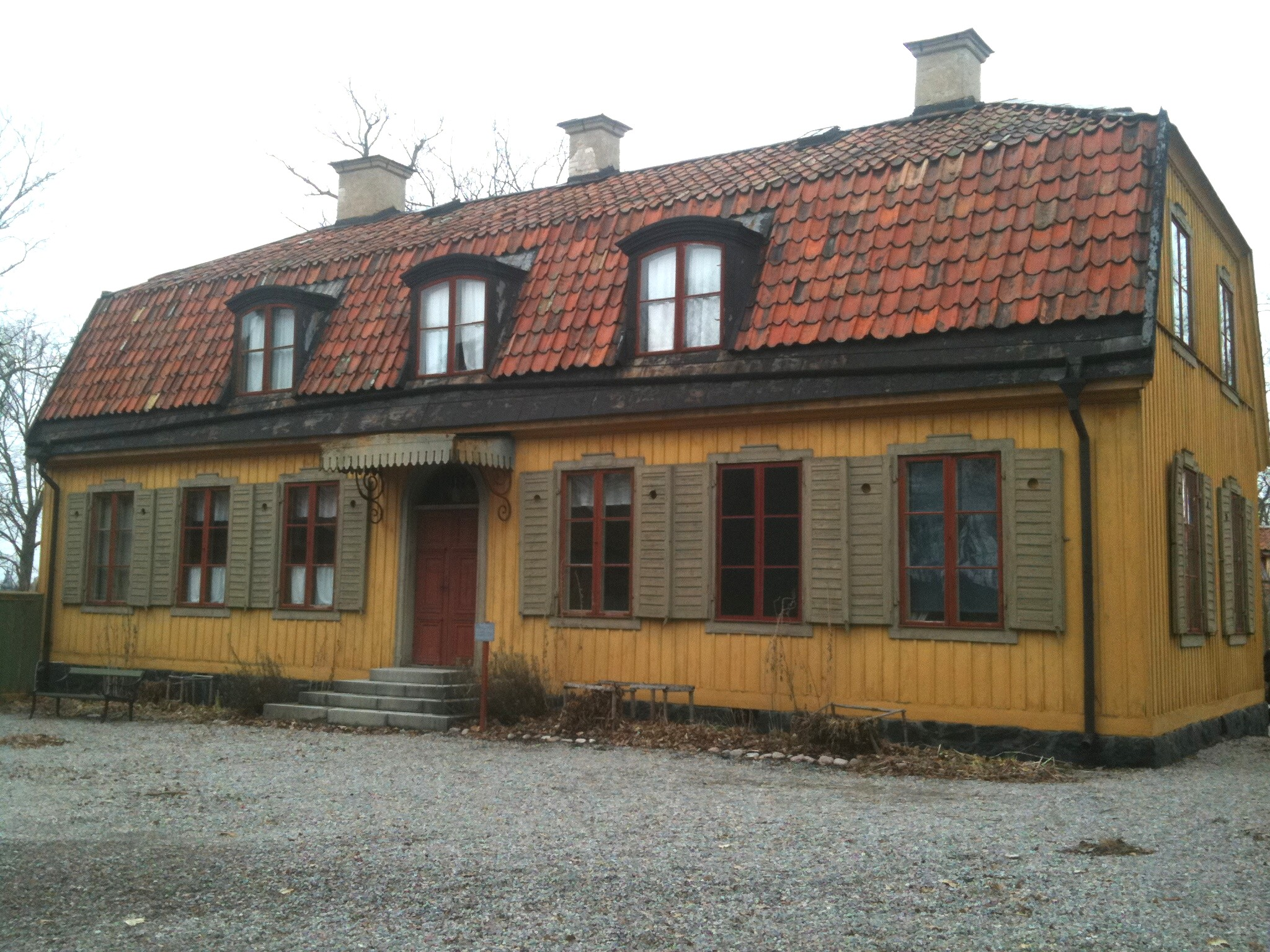
Hazeliushusets nuvarande plats på Skansen

Johannelunds missionsinstitut grundades 1862 i Stockholm i det hus som idag är Hazeliushuset på Skansen, som utbildning för missionärer och evangelister. Undervisningen började den 1 okt 1862 med 14 elever i en missionärsutbildning.  År 1863 flyttade skolan till Johannelunds gård i Bromma och på 1870- och 80-talen kom flera afrikaner till Sverige för att läsa på Johannelund, bl a Marcus Germei, Onesimus Nesib och Josef Zulu. Den 21 maj 1959 bytte namnet till Johannelunds teologiska institut. Johannelund flyttade år 1970 till nybyggda lokaler i Uppsala. Då fanns en tvåårig teologisk linje i samarbete med Teologiska fakulteten vid Uppsala universitet, en bibelskola, missionärsutbildningar och fortbildningar för predikanter. 1977 utvidgades utbildningen till en treårig utbildning i teologi, som år 1982 utvecklades till en femårig. Ett växande antal studenter skapade behov av större lokaler, vilka byggdes intill skolan 1986.

## Utbildningar

### Högskolan
Den 14 okt 1993 fick Johannelund status som högskola med examensrätt för högskoleexamen. År 2007 beviljade regeringen Johannelund examensrätt för kandidatexamen. Tio år senare, 2017, fattade regeringen beslut om tillstånd att utfärda magisterexamen i teologi samt masterexamen inom teologi. Idag finns ett stort utbud av kurser i exegetisk teologi, systematisk teologi, kyrkohistoria, och praktisk teologi. Möjligheten finns att läsa på heltid, deltid, på campus eller på distans. Två särskilda spår finns i utbildningen: själavårdsprogrammet och församlings- och entreprenörprogrammet.

### Pastoralinstitut
Den konfessionella delen av prästkandidaters utbildning sker i pastorala profilkurser, som inte ger högskolepoäng. Dessa profilkurser ger studenten tillfälle att tillämpa sina teoretiska kunskaper i praktiska övningar och församlingssammanhang. Som avslutning på utbildning läser prästkandidater för EFS en "praxistermin", som numera är en folkhögskolekurs i samarbete med Åredalens folkhögskola.

### Bibelskola
Bibelskolan vid Johannelund började 1970 och bedrivs tillsammans med Hagabergs folkhögskola och Solviks folkhögskola.

## Utbytesprogram
Johannelund har utbytesprogram med följande teologiska institutioner:
- Ethiopian Graduate School of Theology i Addis Abeba, Etiopien
- Luther Seminary i St Paul, Minnesota, USA
- MF vitenskapelig høyskole i Oslo, Norge

## Studentkåren vid Johannelunds teologiska högskola

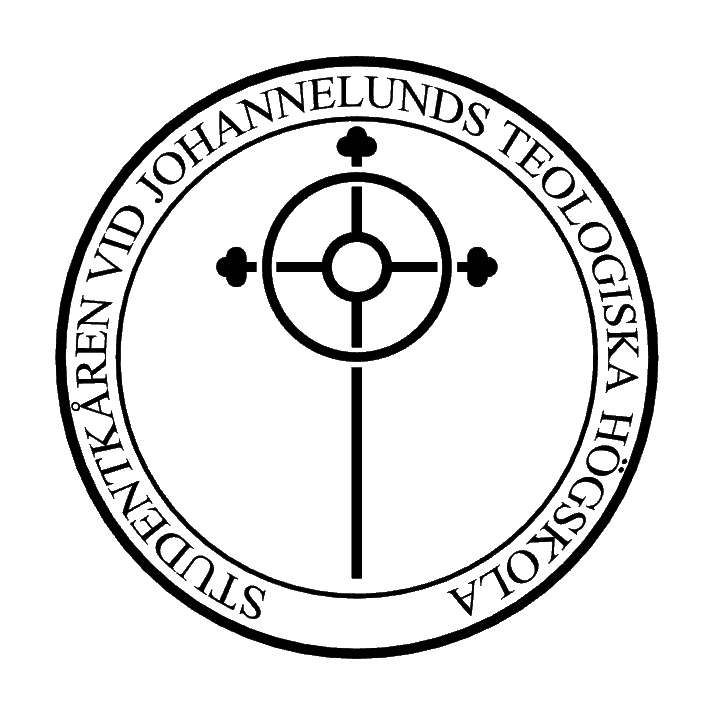
Studentkårens logotyp sedan våren 2019.

Vid högskolan bedrivs även studentkårsverksamhet vars syfte är att verka för studiemiljön vid högskolan. Sedan höstterminen 2007 är medlemskap i studentkåren frivilligt.

## Namnkunniga lärare och studenter

### Ordinarie rektorer
- Agne Nordlander, 1972–1991
- Lars Olov Eriksson, 1992–1998
- Esbjörn Hagberg, 1999–2002
- Lars-Göran Carlsson, 2003–2009
- Tomas Nygren, 2009–2015
- Kjell O. Lejon, 2015–2018
- James Starr, 2018–

### Prorektorer
- LarsOlov Eriksson, 2003–2009
- Torbjörn Larspers, 2010–2015
- Tomas Nygren, 2018–2023
- David Nyström, 2023-

### Professorer som tjänstgjort vid högskolan
- Professor Adolf Kolmodin, Uppsala universitet.
- Professor Birger Olsson, Lunds universitet.
- Professor Sebastian Rehnman, Misjonshøgskolen samt Universitetet i Stavanger.
- Professor Kjell O. Lejon, Linköpings universitet

### Biskopar som tjänstgjort vid högskolan
- Biskop Åsa Nyström, Luleå stift, lärare (1994–2001)
- Biskop Johan Tyrberg, Lunds stift, ledamot i högskolestyrelsen (2020– )
- Biskop emeritus Esbjörn Hagberg, Karlstads stift, rektor (1998–2002) och dessförinnan lärare
- Biskop emeritus Ragnar Persenius, Uppsala stift, ledamot i högskolestyrelsen

### Biskopar som studerat vid Johannelund
- Biskop Åsa Nyström, Luleå stift
- Biskop Karin Johannesson, Uppsala stift
- Biskop Andreas Holmberg, Stockholms stift
- Biskop emeritus Rune Backlund, Luleå stift
- Biskop emeritus Tony Guldbrandzén, Härnösands stift
- Biskop emeritus Martin Lönnebo, Linköpings stift
- Biskop emeritus Hans-Erik Nordin, Strängnäs stift

### Missionsföreståndare för EFS som tjänstgjort vid högskolan
Missionsföreståndare är titeln på den högst uppsatte tjänstemannen i många svenska folkrörelsekyrkor och missionsorganisationer. 
- Stefan Holmström, lärare praktisk teologi 1991–1998
- Birger Olsson, lärare i exegetik 1963–1971, tf rektor 1970–1971, 1987–1988
- Anders Sjöberg, lärare i exegetik 1988–2001
- Kurt Åberg, direktor och lärare 1969–1981

### Affilierade lärare vid högskolan
- Professor Oloph Bexell, kyrkohistoria
- Biskop Carl-Axel Aurelius, systematisk teologi
- Ezra Gebremedhin, kyrkohistoria
- Professor Lena-Sofia Tiemeyer, Gamla testamentets exegetik
- Professor Sarah Hinlicky Wilson, systematisk teologi
- Professor Mark Granquist, kyrkohistoria
- Professor David M Gustafson, missionsvetenskap

## TidsskriftenIngång
Johannelund publicerar även sin egen akademiska tidskrift Ingång. Tidskriftens innehåll består av material som arbetats fram av lärare och studenter vid högskolan.

## Acta Johannelundensia
Johannelunds skriftserie består av titlar som skrivits eller bearbetats av personer kopplade till högskolan. Skriftseriens redaktör trycks i samarbete med EFS-Budbäraren.
- I. Confessio Augustana, Melancthon Philip, 2018, medverkande artikelförfattare är bland andra Kjell Lejon, Rune Söderlund, Karin Johannesson, Thorbjörn Johansson, m.fl. Publicerades i två delar.
- II. Musik och teologi, 2019, redaktör Kjell Lejon, medverkande artikelförfattare är bland andra Beth Elness-Hanson, Birger Olsson, Stefan Lindholm, Tomas Nygren, med flera.
- III. Samarbetskyrkan - en fråga om ecklesiologiskt kapital, 2020, Marie Rosenius.
- Lutherskrifter I: Korsets teologi: fyra texter av Martin Luther, 2022, övers. Carl-Axel Aurelius, red. Tomas Nygren.
- Lutherskrifter II: Att låta ordet verka: Martin Luther och församlingen i Leisnig, 2022, övers. Carl-Axel Aurelius, red. Tomas Nygren.
- Lutherskrifter III: Herrens bön i Martin Luthers utläggning 1519, 2022, övers. Carl-Axel Aurelius, red Tomas Nygren.